# جوش ويلر
جوش ويلر (بالإنجليزية: Josh Weller)‏ هو مغن مؤلف بريطاني، ولد في 29 يناير 1986.

## وصلات خارجية
- جوش ويلر على موقع IMDb (الإنجليزية)
- جوش ويلر على موقع ميوزك برينز (الإنجليزية)
- جوش ويلر على موقع أول ميوزيك (الإنجليزية)
- جوش ويلر على موقع ديسكوغز (الإنجليزية)